# うわじま型掃海艇
うわじま型掃海艇（うわじまがたそうかいてい、英語: Uwajima-class minesweepers）は、海上自衛隊の中型掃海艇（Mine Sweeper Coastal, MSC）の艦級。
従来の掃海艇よりも深い中深度域に敷設された機雷への対処能力が付与されており、61中期防および03中期防において計9隻が建造された。

## 来歴
1970年代初期、優勢なアメリカ海軍原子力潜水艦に対抗して、ソビエト連邦軍は機雷の高性能化・深深度化を進めており、アンテナ機雷や短係止上昇式機雷のなかには水深2,000メートルまで敷設可能なものも出現してきた。このような深深度に敷設された機雷には、従来の掃海艇では対処困難であり、海中を航行する潜水艦にとって大きな脅威となった。
海上自衛隊においては、特に豊後水道・浦賀水道の2つのチョークポイントに機雷を設置された場合、それぞれ呉基地の第1潜水隊群、横須賀基地の第2潜水隊群の活動が大きく掣肘されることから、深深度の対潜機雷への対処能力の整備は非常に切迫したものとなった。このことから、61中期防においては、中深度域での機雷対処能力を備えた掃海艇（MSC）と、深深度機雷に対処するための1,000トン型掃海艦を整備することとされた。後者として整備されたのがやえやま型（01MSO）であり、前者として整備されたのが本型である。

## 設計
設計は、おおむね先行するはつしま型最終型（62MSC）を踏襲している。使用樹種は下記のとおりで、キール摩材がケヤキとされた以外はおおむね62MSCと同一である。
- ベイマツ - キール・スケグ、船底縦通材、チャイン材、フレーム、外板・甲板
- ケヤキ - キール摩材
- タモ - 合板

主機関は、62MSCと同系列で出力を増強した6NMU-TA(B)Iに更新された。これは三菱重工業のSU系列ディーゼル（S6U）を非磁性化して技術研究本部が開発した4サイクル6気筒ディーゼルエンジンである。また感応掃海具の電力を賄うための掃海発電機は、62MSCと同じく6NMU-TK-II型1基を搭載する。

## 装備

### センサ
機雷探知機としては、62MSCで搭載されたZQS-2をもとに中深度海域に対応して発展させたZQS-3-1 機雷探知機が搭載された。原型となったZQS-2は、イギリス・プレッシー社のASDIC 193型を参考に技術研究本部が開発したもので、機雷探知用として100キロヘルツ、機雷類別用として300キロヘルツを使用することで、目標を探知すると共に確実に機雷と類別できるようになっていた。
また、対水上捜索レーダーも、62MSCで搭載されたOPS-9の改良型であるOPS-39-Yとされている。

### 機雷掃討

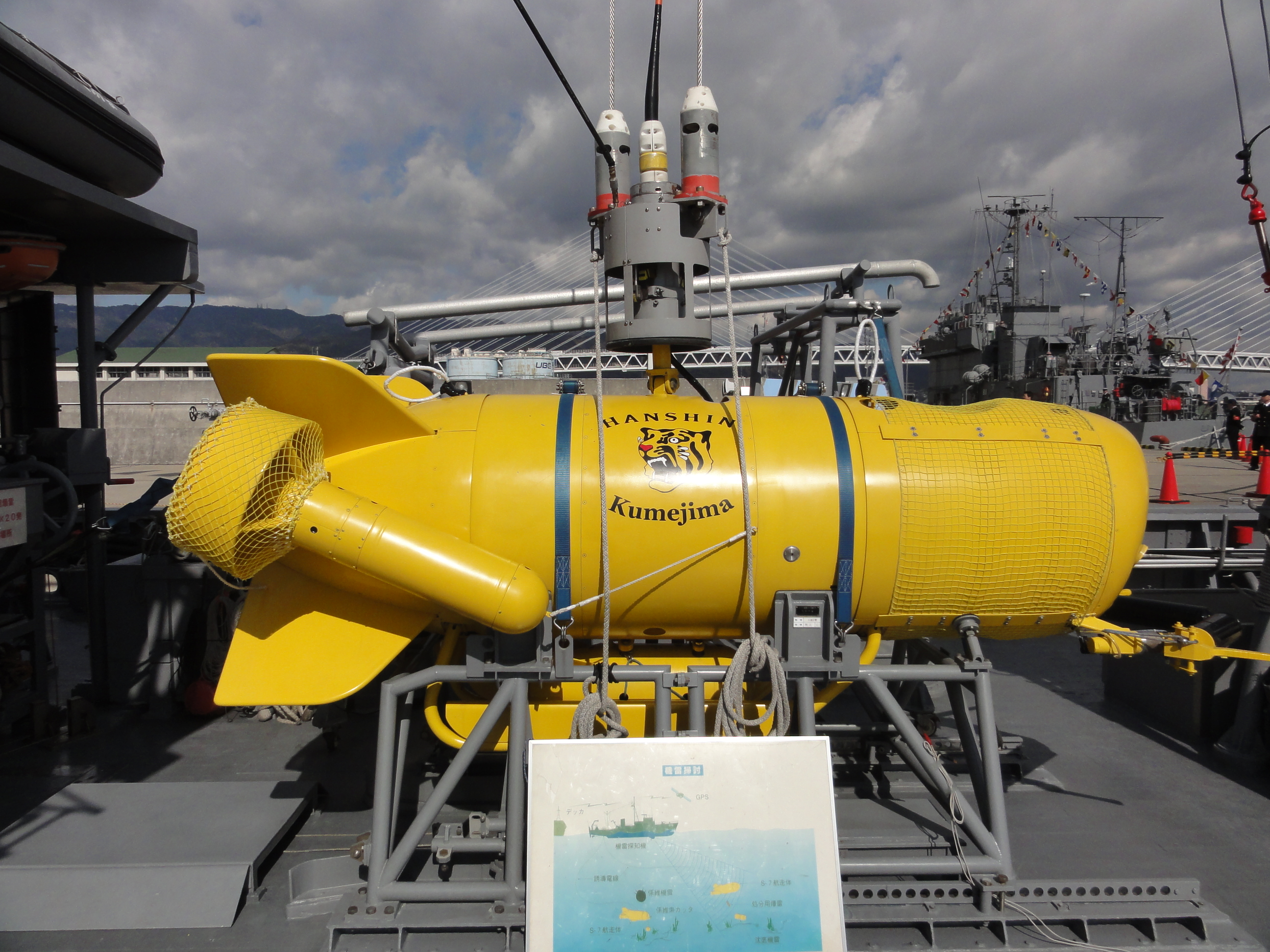
機雷処分具S-7 1形

本型では、機雷処分具は中深度に対応したS-7 1形に更新された。これは有線式の遠隔操作無人探査機（ROV）で、円筒形の機体の後方には可動式のスラスターが、前方には上下動用のスラスターがトンネルを設けて設置されている。先端には精密走査用のイメージング・ソナー（超音波水中映像装置）、低光量ビデオカメラおよびサーチライトが装備されている。
機雷処分用として胴体下に処分爆雷1発を搭載しており、海底の機雷に向けて投下して破壊する。

### 機雷掃海
係維掃海具
係維機雷に対しては、28MSC以来装備化されたオロペサ型係維掃海具である53式普通掃海具（O型）をもとに、対艇掃海によって中深度域の掃海に対応した53式普通掃海具（O型）改6が搭載された。オロペサ型係維掃海具は、展開器と呼ばれる水中凧によって掃海索を左右数百メートルに展開するとともに沈降器によって一定深度に沈下させて曳航し、機雷の係維索を引っ掛けて、掃海索の数カ所に装備した切断器によってこれを切断していくものである。
感応掃海具
磁気機雷に対しては、62MSCと同じく85式磁気掃海具S-6が搭載された。一方、音響機雷に対しては、62MSCの搭載機を発展させた71式音響掃海具S-2改1が搭載された。これは1個の発音体で低周波と中周波を同時発生することができた。

## 配備
2010年（平成22年）には2番艇の「いえしま」がいえしま型掃海管制艇の1番艇として掃海管制艇に種別変更されている。
| 計画年度 | #                 | 艦名     | 建造                | 起工                        | 進水                       | 竣工                        | 掃海管制艇への 艦籍変更     | 除籍                        |
| -------- | ----------------- | -------- | ------------------- | --------------------------- | -------------------------- | --------------------------- | --------------------------- | --------------------------- |
| 昭和63年 | MSC-672           | うわじま | 日本鋼管 鶴見造船所 | 1989年 （平成元年） 5月18日 | 1990年 （平成2年） 5月23日 | 1990年 （平成2年） 12月19日 | -------                     | 2010年 （平成22年） 6月24日 |
| 昭和63年 | MSC-673 → MCL-728 | いえしま | 日立造船 神奈川工場 | 1989年 （平成元年） 5月12日 | 1990年 （平成2年） 6月12日 | 1990年 （平成2年） 12月19日 | 2010年 （平成22年） 2月26日 | 2014年 （平成26年） 5月16日 |
| 平成2年  | MSC-674           | つきしま | 日立造船 神奈川工場 | 1991年 （平成3年） 5月27日  | 1992年 （平成4年） 7月23日 | 1993年 （平成5年） 7月23日  | -------                     | 2012年 （平成24年） 3月21日 |
| 平成3年  | MSC-675 → MCL-729 | まえじま | 日立造船 神奈川工場 | 1992年 （平成4年） 6月1日   | 1993年 （平成4年） 6月10日 | 1993年 （平成5年） 12月15日 | 2013年 （平成25年） 3月21日 | 2017年 （平成29年） 3月27日 |
| 平成4年  | MSC-676 → MCL-730 | くめじま | 日本鋼管 鶴見造船所 | 1993年 （平成5年） 2月17日  | 1993年 （平成5年） 12月9日 | 1994年 （平成6年） 12月12日 | 2014年 （平成26年） 5月16日 | 2018年 （平成30年） 3月27日 |
| 平成4年  | MSC-677           | まきしま | 日立造船 神奈川工場 | 1993年 （平成5年） 5月12日  | 1993年 （平成5年） 5月26日 | 1994年 （平成6年） 12月12日 | -------                     | 2014年 （平成26年） 4月2日  |
| 平成4年  | MSC-678           | とびしま | 日本鋼管 鶴見造船所 | 1993年 （平成5年） 6月22日  | 1994年 （平成6年） 8月30日 | 1995年 （平成7年） 3月10日  | -------                     | 2014年 （平成26年） 5月12日 |
| 平成6年  | MSC-679 → MCL-731 | ゆげしま | 日立造船 神奈川工場 | 1995年 （平成7年） 4月10日  | 1995年 （平成7年） 5月24日 | 1996年 （平成8年） 12月11日 | 2017年 （平成29年） 3月27日 | 2020年 （令和2年） 10月1日  |
| 平成6年  | MSC-680 → MCL-732 | ながしま | 日本鋼管 鶴見造船所 | 1995年 （平成7年） 4月14日  | 1996年 （平成8年） 5月30日 | 1996年 （平成8年） 12月25日 | 2018年 （平成30年） 3月27日 | 2020年 （令和2年） 10月1日  |